# Estación de Eiken
La estación de Eiken (en alemán: Bahnhof Eiken) es una estación de ferrocarril en el municipio de Eiken, en el cantón suizo de Argovia. Es una parada intermedia de la línea Bözberg y sólo cuenta con servicio de trenes locales. Cuenta con aparcamiento para automóviles y bicicletas.

## Servicios
A Eiken llega la línea S1 de la red S-Bahn de Basilea:
- S 1 Basel SBB – Rheinfelden – Stein-Säckingen – Frick / Laufenburg  (algunos refuerzos durante las horas pico entre Stein-Säckingen y Basel sin designación de línea; Stein-Säckingen – Frick / Laufenburg solamente frecuencia horaria).